# Norbert Ballhaus

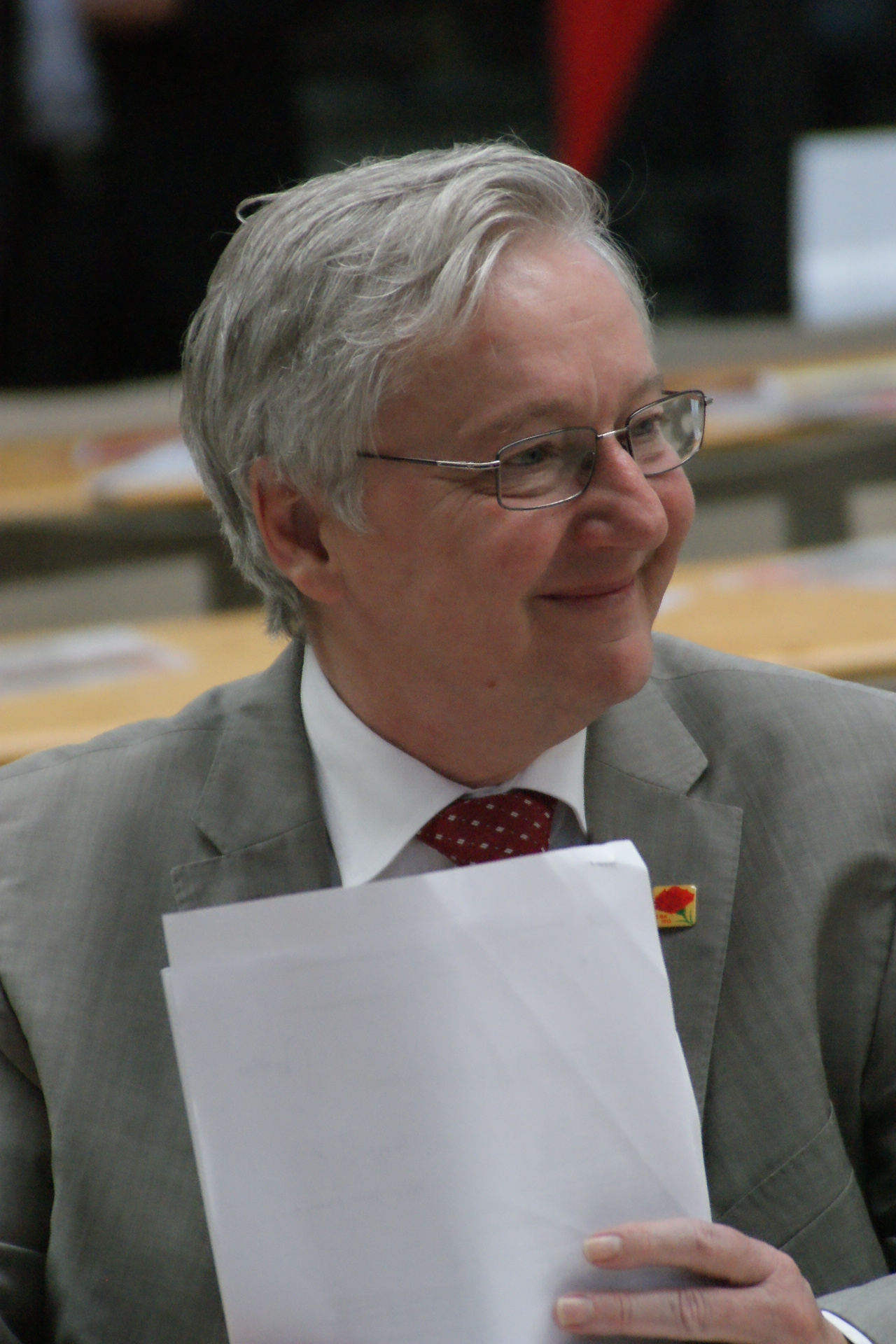
Norbert Ballhaus am 1. Mai 2013

Norbert Ballhaus (* 15. Dezember 1955 in Gladbeck) ist ein deutscher Kommunalpolitiker (ehemals SPD). Er war von 2004 bis 2014 der Bürgermeister der Stadt Moers.

## Leben
Nach seinem Abitur in Dorsten studierte Ballhaus an der RWTH Aachen, wo er einen Abschluss als Diplom-Ingenieur erwarb. Ab dem Jahr 1991 war er Leiter der Markscheiderei des Bergwerks West in Kamp-Lintfort. Ballhaus ist in zweiter Ehe verheiratet und hat fünf Kinder.

## Politik
Nach seinem Eintritt in die SPD in Essen am 10. Juni 1990 wechselte er im Jahr 1991 bereits nach Moers in den Ortsverein Rheinkamp. In den Jahren 1999 bis 2004 war er als Vertreter der SPD Mitglied im Kreistag von Wesel. Bei den Kommunalwahlen im Herbst 2004 kandidierte er für das Amt des Bürgermeisters von Moers und wurde durch seinen Wahlsieg Nachfolger des CDU-Politikers Rafael Hofmann. Bei den Kommunalwahlen am 30. September 2009 setzte er sich gegen den CDU-Kandidaten Cay-Jürgen Schröder durch. In der Kommunalwahl 2014 erhielt keiner der Kandidaten im ersten Wahlgang die erforderliche absolute Mehrheit. In der Stichwahl unterlag Ballhaus am 15. Juni mit 35,87 Prozent dem CDU-Kandidaten Christoph Fleischhauer, der 64,13 % der Stimmen erhielt. Die Amtszeit Ballhaus’ endete am 23. Juni 2014.

### Gescheitertes Abwahlverfahren
Die Bürgerinitiative „Rathaus ohne Ballhaus“ warf Norbert Ballhaus unter anderem Korruption und Vernichtung städtischen Eigentums vor und strengte deshalb im Jahr 2012 einen Bürgerentscheid zur Abwahl des Bürgermeisters an. Die für den Bürgerentscheid nötigen 14.000 Stimmen wurden nicht erreicht.